# 안근
안근(眼根, 산스크리트어: caksur-indriya, 팔리어: cakkhundriya) 또는 안(眼, 산스크리트어: caksus)은 시각기관을 말하며, 다음의 분류, 그룹 또는 체계의 한 요소이다.
- 5근(五根) 또는 6근(六根) 가운데 하나이다.[1]
- 초기불교의 5온(五蘊)의 법체계에서 색온(色蘊)에 속한다.[3]
- 초기불교의 12처(十二處)의 법체계에서 안처(眼處)에 해당한다. 엄밀히 말하면, 안처에 속한다 즉 안처의 일부이다.  안근과 안식이 합하여 안처가 된다.[1][4]
- 초기불교의 18계(十八界)의 법체계에서 안계(眼界)에 해당한다.[1][5]
- 부파불교와 대승불교의 22근(二十二根) 가운데 하나이다.[6][7]
- 부파불교의 설일체유부의 5위 75법의 법체계에서 색법(色法: 11가지) 가운데 하나이다.[8][9]
- 대승불교의 유식유가행파와 법상종의 5위 100법의 법체계에서 색법(色法: 11가지) 가운데 하나이다.[10][11]
- 4대종으로 만들어진 이차적인 물질(색)인 소조색(所造色) 가운데 하나이다.[8][9][12][13]
- 5근(五根)과 5경(五境)을 통칭하는 10색입(十色入) 또는 10색처(十色處) 가운데 하나이다.[3]
- 색(色: 물질)을 미진적취색(微塵積聚色)과 비미진적취색(非微塵積聚色)의 2그룹으로 나눌 때 미진적취색에 속한다.[3]
- 색(色: 물질)을 유견유대(有見有對) · 무견유대(無見有對) · 무견무대(無見無對)의 3그룹으로 나눌 때 무견유대에 속한다.[3]

부파불교의 설일체유부에 따르면 안근은 안식(眼識)의 소의(所依: 발동근거, 의지처, 도구)가 되는 정색(淨色: 맑고 투명한 물질)이다.
대승불교의 유식유가행파에 따르면 안근은 안식(眼識)의 소의(所依: 발동근거, 의지처, 도구)가 되는 정색(淨色: 맑고 투명한 물질)인데, 다만 이 정색은 아뢰야식에 존재하는 종자일 뿐이라고 하는 난타(難陀) 등의 견해와 종자와는 별도의 현행하는 정색이라는 호법(護法) 등의 견해가 있다.

## 정의

### 부파불교

#### 아비달마품류족론
《아비달마품류족론》에 따르면 안근(眼根)은 4대종으로 만들어진 색(色) 즉 소조색(所造色) 가운데 하나로, 안식(眼識)의 소의(所依) 즉 발동근거가 되는 정색(淨色: 맑고 투명한 색)이다.
 所造色者。謂眼根耳根鼻根舌根身根色聲香味。所觸一分。及無表色。

 
4대종으로 만들어진 물질[所造色]이라 함은 안근(眼根) · 이근(耳根) · 비근(鼻根) · 설근(舌根) · 신근(身根)과 색(色) · 성(聲) · 향(香) · 미(味)와 접촉되는 것[所觸]의 한 부분[一分]과 무표색(無表色)이다.
 — 《아비달마품류족론》 제1권. 한문본 & 한글본
 眼根云何。謂眼識所依淨色。

 
안근[眼]이란 무엇인가? 안식이 의지하는 깨끗한 물질[淨色]이다.
 — 《아비달마품류족론》 제1권. 한문본 & 한글본

### 대승불교

#### 대승아비달마집론·잡집론
《대승아비달마집론》과 《잡집론》에 따르면, 안근(眼根)은 4대종으로 만들어진 색(色)으로서, 안식(眼識)의 소의(所依) 즉 발동근거가 되는 청정한 색[清淨色] 즉 정색(淨色)이다.
 何等眼根。謂四大種所造眼識所依清淨色。

 
어떠한 것이 안근입니까? 4대종으로 이루어진 것으로 안식이 의지하는 청정한 색[清淨色]을 말한다.
 — 《대승아비달마집론》 제1권. 한문본 & 한글본
 眼根者。謂四大種所造眼識所依。清淨色為體。

 
안근은 4대종으로 이루어진 것으로 안식이 의지하는 청정한 색[清淨色]을 본질[體]로 하는 것을 말한다.
 — 《대승아비달마잡집론》 제1권. 한문본 & 한글본

## 승의근과 부진근
부파불교의 설일체유부에 따르면, 안근(眼根)은 거친 육체적 살덩어리[肉團]로 이루어진 부진근(扶塵根)으로서의 안근(눈 또는 안구), 즉 외적인 시각기관으로서의 안근과 광명이 차단됨이 없는 맑고 투명한 색(물질)인 정색(淨色, rūpa prasāda)으로 만들어진 승의근(勝義根)으로서의 안근, 즉 내적인 시각기관으로서의 안근으로 나뉜다. 설일체유부에 따르면, 안식(眼識) 즉 색깔과 형태에 대한 지각의 소의(所依: 성립근거, 의지처, 도구)라는 뜻에서 안근이라고 할 때는 반드시 후자의 승의근을 가리킨다. 그리고 부진근으로서의 안근 즉 육체의 눈은 '부(扶)'라는 말 뜻 그대로 승의근으로서의 안근을 보조하는 역할을 할 뿐이다.
반면, 부파불교의 경량부와 대중부에서는 이와 같은 승의근과 부진근의 구분을 인정하지 않았고, 육체의 눈이 곧 안근이라고 주장하였다. 즉, 이들은 5근은 오직 부진근으로만 이루어져 있다는 견해를 가졌다.
대승불교의 유식유가행파에서는 설일체유부처럼 승의근의 존재를 인정하고 있다. 하지만 승의근에 대한 해석에 있어서는 논사에 따라 의견 차이가 있는데, 호법(護法) 등의 논사들은 아뢰야식에 존재하는 종자와는 별도의 현행하는 정색(淨色)이 존재하며 이것이 안근 등의 5근 즉 승의근이라고 하였다. 이에 대해 난타(難陀) 등의 논사들은 안근 등의 5근 즉 승의근은 오직 아뢰야식에 존재하는 종자일 뿐으로 이것과는 별도로 존재하는 현행하는 정색이 아니라고 하였다.

## 안근·색경·안식
부파불교의 설일체유부와  대승불교의 유식유가행파와 법상종에 따르면,
마치 거울이 대상을 비추는 것처럼 안근(眼根, 즉 승의근으로서의 안근)이 색경(色境)을 비추어 받아들이는데[取境], 이와 같이 안근이 색경을 연(緣)하여 안식(眼識)이 생겨난다[發識]. 이 때의 안근과 색경과 안식의 화합을 안촉(眼觸)이라고 한다.
승의근과 부진근의 구분을 인정하지 않고 육체의 눈이 곧 안근이라고 주장하였던 경량부와 대중부에서는 안근에는 취경(取境)의 능력, 즉 색경을 비추어 받아들이는 능력이 없으며 이러한 능력은 안식에 속한 것이라고 보았다.
《구사론》 등에 따르면 색경은 색채인 현색(顯色, 산스크리트어: varna-rūpa)과 모양과 크기인 형색(形色, 산스크리트어: samsthāna-rūpa)으로 나뉜다. 현색은 안근(眼根: 눈)으로만 지각할 수 있으며, 형색은 안근으로 보고 신근(身根: 몸)으로 감촉하여 지각된다.
현색에는 청(靑, 파란색) · 황(黃, 노란색) · 적(赤, 빨간색) · 백(白, 흰색) · 운(雲, 구름) · 연(煙, 연기) · 진(塵, 먼지, 티끌) · 무(霧, 안개) · 영(影, 그림자) · 광(光, 빛, 햇빛) · 명(明, 밝음, 햇빛 이외의 빛) · 암(闇, 어둠)의 12가지가 있다. 형색에는 장(長, 김) · 단(短, 짦음) · 방(方, 네모짐) · 원(圓, 둥금) · 고(高, 튀어나옴) · 하(下, 들어감) · 정(正, 평평함, 고름) · 부정(不正, 평평하지 않음, 고르지 않음)의 8가지가 있다.
이들 12가지 현색과 8가지 형색 총 20가지는 설일체유부와 유식유가행파를 비롯한 부파불교와 대승불교 전반에서 인정하고 있는 것으로, 부파 또는 종파에 따라 이들 외에 몇 가지를 더 추가하기도 한다.

## 안근·안식·의식
마음(6식 또는 8식, 즉 심왕, 즉 심법)이
색경[色], 즉 현색(顯色: 색깔)과 형색(形色: 모양과 크기)을
요별(了別: 인식)할 때는 안식(眼識)과 의식(意識)의
2가지 식이 함께 작용하여 이루어진다.
이 2가지 식 중에서 안식은 안근(眼根)을 의지하여
색경[色]을 요별한다.
그리고 의식은 의근(意根)을 의지하여
모든 법(法)을 요별하는 능력이 있는데, 따라서
색경[色]도 일종의 법(法)이므로,
의식은 의근을 의지하여 색경을
요별한다.
안식과 의식의 작용 순서로는,
안식이 색경의
'일부분[一類]'을 먼저 요별(了別: 인식)하고, 그 색경을
받아들인[受] 후에
의식이 잇따라서 그 색경[色]을
요별하게 된다.
여기서 '일부분[一類]'은 안식이 '감성적 인식'을 획득하는 것을 말한다.
말하자면, 안식은 감성적 인식으로
불완전한 인식 또는 불확정적인 인식[無分別]인데,
안식에 의한 감성적 인식[了別]에
의식에 의한 오성적 인식[了別]이 더해짐으로써
비로소 마음(6식 또는 8식, 즉 심왕, 즉 심법)은
해당 색경[色]에 대해
완전히 인식[有分別]하게 된다.
한편, 안식이 획득하는 감성적 인식의 범위와 정확도는
안근의 현재의 관조 능력(거울이 대상을 비추듯이 대상을
비추어 받아들이는 능력)이 얼마만큼 개발되었는가에 따라 좌우된다.
예를 들어, 안근이
5안(五眼) 중 육안(肉眼)의 상태일 때와
천안(天眼)의 상태일 때에 안근의 관조 능력에 차이가 있으며,
이에 따라, 획득되는 감성적 인식의 범위와 정확도가 다르다. 그리고, 의식에 의한 오성적 인식[了別]도 의근(意根) 즉 과거의 경험에 기반하는 것이므로 안근의 관조 능력에 크게 영향을 받는다.

## 참고 문헌
- 구나발타라(求那跋陀羅) 한역 (K.650, T.99). 《잡아함경(雜阿含經)》. 한글대장경 검색시스템 - 전자불전연구소 / 동국역경원. K.650(18-707), T.99(2-1). |title=에 외부 링크가 있음 (도움말)
- 권오민 (2003). 《아비달마불교》. 민족사.
- 세우 지음, 현장 한역, 송성수 번역 (K.949, T.1542). 《아비달마품류족론》. 한글대장경 검색시스템 - 전자불전연구소 / 동국역경원. K.949(25-149), T.1542(26-692). |title=에 외부 링크가 있음 (도움말)
- 운허.  동국역경원 편집, 편집. 《불교 사전》. |title=에 외부 링크가 있음 (도움말)
- 세친 지음, 현장 한역, 권오민 번역. 《아비달마구사론》. 한글대장경 검색시스템 - 전자불전연구소 / 동국역경원. |title=에 외부 링크가 있음 (도움말)
- 최봉수 (1999). 〈색온에서의 색의 의미 - 구사론과 청정도론의 색온론을 비교하여〉. 《불교학보》.
- (중국어) 구나발타라(求那跋陀羅) 한역 (T.99). 《잡아함경(雜阿含經)》. 대정신수대장경. T2, No. 99, CBETA. |title=에 외부 링크가 있음 (도움말)
- (중국어) 星雲. 《佛光大辭典(불광대사전)》 3판. |title=에 외부 링크가 있음 (도움말)
- (중국어) 세우 조, 현장 한역 (T.1542). 《아비달마품류족론(阿毘達磨品類足論)》. 대정신수대장경. T26, No. 1542, CBETA. |title=에 외부 링크가 있음 (도움말)